# Station Babiak
Station Babiak is een spoorwegstation in de Poolse plaats Babiak.